# Me No Do Karate.
『Me No Do Karate.』（ミー ノー ドゥー カラテ）は、[Champagne]の4枚目のオリジナルアルバム。2013年6月26日にRX-RECORDSからリリースされた。

## 概要
前作「Schwarzenegger」から約1年3ヶ月ぶりのリリース。6thシングルと7thシングルのシングル表題曲を含む11曲が収録されている。リリースは通常盤、初回生産限定盤の2形態で行われた。このうち初回生産限定盤には、三方背ケースの付いたフォトブックが付属されている。
今作は「こういうアルバムにしよう」というテーマは一切掲げておらず、楽曲はその場の思いつきで制作されていった。また、アルバムタイトルの「Me No Do Karate.」は、10代の頃シリアで過ごしていた川上が、自分に向かって「ジュード―！」「カラテ！」と言い続けるシリア人に対してよく言っていた、「空手デキマセン」から来ているという。
今作はシングル曲が3曲収録されているが、表記はされていないもののForever Youngを除く2曲がアルバムバージョンである。

## 楽曲解説
Rise
エレクトロニカ風のSE、壮大なピアノから始まる楽曲。
川上曰く、「これまでに書いたメロディの中で、1位2位を争うグッドメロディ」になったという。
8thシングル「Run Away/Oblivion」のカップリングにリカットされ、収録された。
Stimulator
MVが存在する。
タイトルの「Stimulator」は「刺激物」という意味。
打ち込みをメインにして制作された。打ち込みを使いつつもさらに、疾走感あるビートとパワフルな太いベースラインが特徴の楽曲である。
Starrrrrrr
6thシングルの1曲目
シングルバージョンとは違い、GEROCKによる炭酸音が使用されていない。また、アウトロが追加されている（シングルバージョンはフェードアウト）。
Kick & Spin
MVが存在する。
エレクトロかつメタルに仕上がっている。
今作で最後に出来た楽曲で、川上は今作のアルバムの中でこの曲がお気に入りであると述べている。
MVは、居酒屋にて二人の女性が一つの唐揚げをめぐって、あっちむいてホイをするというシュールな内容である。
Travel
ツアーバンドについて書かれた楽曲。
Wanna Get Out
中華風のイントロから始まる楽曲。
歌詞はサラリーマンをテーマとしている。
This is Teenage
元々この曲をシングルにする予定だったが、まだ川上が打ち込みに関して初心者であったという点を考慮して、シングルではなく今作に収録という形になった。
Plus Altra

## 収録曲
| 全作詞・作曲: 川上洋平、全編曲: ［Champagne］。 |                     |          |            |      |
| #                                               | タイトル            | 作詞     | 作曲・編曲 | 時間 |
| 1.                                              | 「Rise」            | 川上洋平 | 川上洋平   | 5:16 |
| 2.                                              | 「Stimulator」      | 川上洋平 | 川上洋平   | 3:14 |
| 3.                                              | 「Starrrrrrr」      | 川上洋平 | 川上洋平   | 5:13 |
| 4.                                              | 「Kick & Spin」     | 川上洋平 | 川上洋平   | 4:30 |
| 5.                                              | 「涙がこぼれそう」  | 川上洋平 | 川上洋平   | 4:02 |
| 6.                                              | 「Ho!」             | 川上洋平 | 川上洋平   | 4:19 |
| 7.                                              | 「Forever Young」   | 川上洋平 | 川上洋平   | 4:01 |
| 8.                                              | 「Travel」          | 川上洋平 | 川上洋平   | 3:14 |
| 9.                                              | 「Wanna Get Out」   | 川上洋平 | 川上洋平   | 5:34 |
| 10.                                             | 「This Is Teenage」 | 川上洋平 | 川上洋平   | 3:37 |
| 11.                                             | 「Plus Altra」      | 川上洋平 | 川上洋平   | 4:09 |
| 合計時間:                                       | 合計時間:           | 47:09    |            |      |

## 参加ミュージシャン
- Rose (THE LED SNAIL)：Keyboard
- 草間敬：Programming